# Lanteglos (Camelford)
Lanteglos – wieś w Anglii, w hrabstwie ceremonialnym Kornwalii, w dystrykcie (unitary authority) Kornwalia, w civil parish Camelford. Leży 16 km od miasta Bodmin. W 1931 roku civil parish liczyła 1298 mieszkańców.